# Слободино
Слобо́дино (рос. Слободино) — присілок у складі Юр'янського району Кіровської області, Росія. Входить до складу Гірсовського сільського поселення.
Населення становить 6 осіб (2010, 4 у 2002).
Національний склад станом на 2002 рік — росіяни 100 %.